# London Underground 1967 Stock
De London Underground 1967 Stock (Type 1967) was metromaterieel dat bestemd was voor gebruik op de Victoria Line, een deep level lijn van de Londense metro. De treinstellen zijn gebouwd bij Metro Cammell in Birmingham en waren in dienst van 1968 tot 2011.

## Beschrijving
Na succesvolle tests met automatische treinbesturing (ATO) op de Central Line tussen Woodford en Hainault vanaf 1964 met de proto-serie Type 1960 werd besloten om op de nieuw te bouwen Victoria Line automatisch te gaan rijden. Dit houdt in dat de treinbestuurder op een knop drukt om de deuren te sluiten, en vervolgens op twee startknoppen tegelijk drukt, waarna de trein zich in beweging zet en automatisch doorrijdt naar het volgende station, en daar precies op de goede plek stopt. De op de Victoria Line ingezette treinen bestaan uit twee permanent gekoppelde 4-wagenstellen bestaande uit een motorrijtuig (DM, Driving Motor car) met cabine aan de uiteinden en twee niet gemotoriseerde rijtuigen (T, Trailer) daar tussenin. De treinen werden alleen in de werkplaats voor onderhoudsdoeleinden ontkoppeld, tijdens de inzet in de reizigersdienst reden ze altijd in een vaste lengte van 8 rijtuigen. De twee cabines in het midden van de trein werden dus zelden gebruikt. De treinen werden onderhouden in Northumberland Park Depot.
Kenmerkend voor dit materieel zijn de gebogen cabineruiten. Verder is qua techniek veel overgenomen van het materieel Type 1960 dat als prototype diende, en op een kort traject van de Central Line reed. Het materieel Type 1972 dat in de jaren 1970 werd geleverd is van dit materieel afgeleid.
De treinen werden tussen 1989 en 1995 gerenoveerd. Wijzigingen waren o.a. het inbouwen van een omroepsysteem, vervanging van het remsysteem en vernieuwing van het interieur. De opvallendste wijziging was het spuiten van de oorspronkelijk blank aluminium rijtuigen in de rood, wit en blauwe kleurstelling van de Londense metro.

## Inzet
Voor de eerste fase van de Victoria Line, die op 1 september 1968 werd geopend waren 30 8-wagentreinen nodig. Voor de verlenging van de lijn naar Brixton op 23 juli 1971 waren 9 extra 8-wagentreinen besteld.
Op het 6,1 km lange proeftraject van de Central Line tussen Woodford en Hainault bleef men ook na de testperiode automatisch rijden. Voor de dienstuitvoering was naast de drie treinstellen materieel Type 1960 een extra trein nodig, hiervoor werd van 1968 tot 1984 een 4-wagenstel Type 1967 gebruikt.
Het materieelpark op de Victoria Line werd tussen 1987 en 1989 aangevuld met 3½ treinen van het Type 1972 Mark I, dat voor dit doel omgebouwd werd. Tussen 1995 en 1999 werden nog 3 extra rijtuigen van dit type aangepast voor inzet op de Victoria Line.
Vanaf januari 2010 werden de treinen Type 1967 geleidelijk vervangen door het nieuwe Type 2009. De laatste trein  type 1967 reed op 30 juni 2011. Nadat het materieel uit dienst werd genomen, werd het gesloopt. Enkele rijtuigen zijn bewaard gebleven.

## Fotogalerij

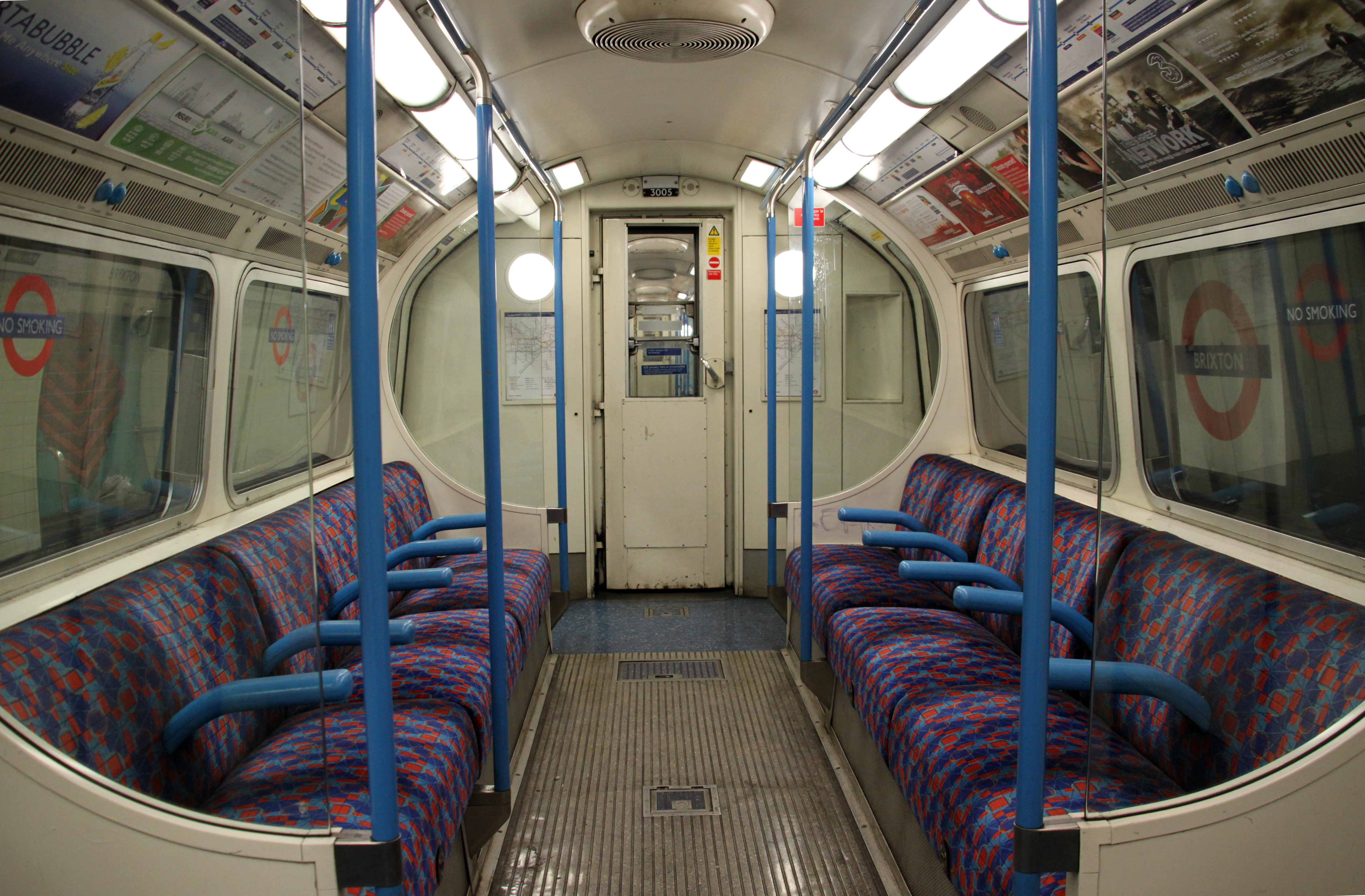
Interieur van een gemoderniseerde trein Type 1967.
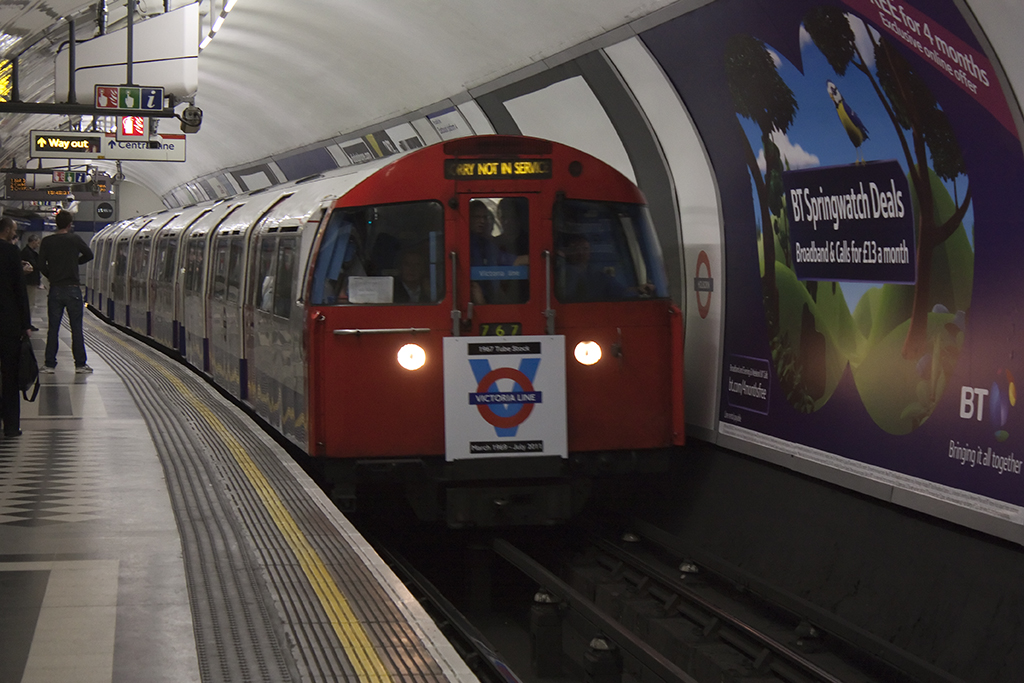
Type 1967 op station Holborn tijdens een rondrit.
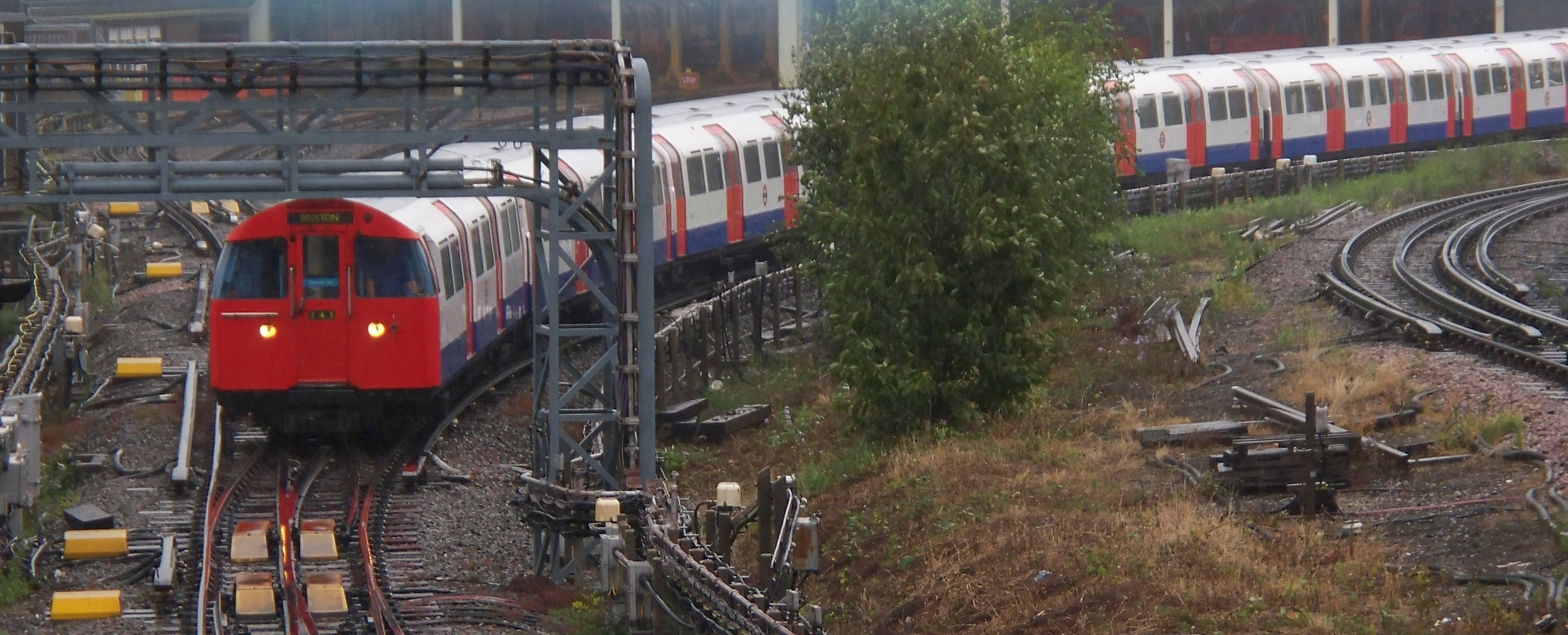
Trein type 1967 verlaat Northumberland Park Depot.
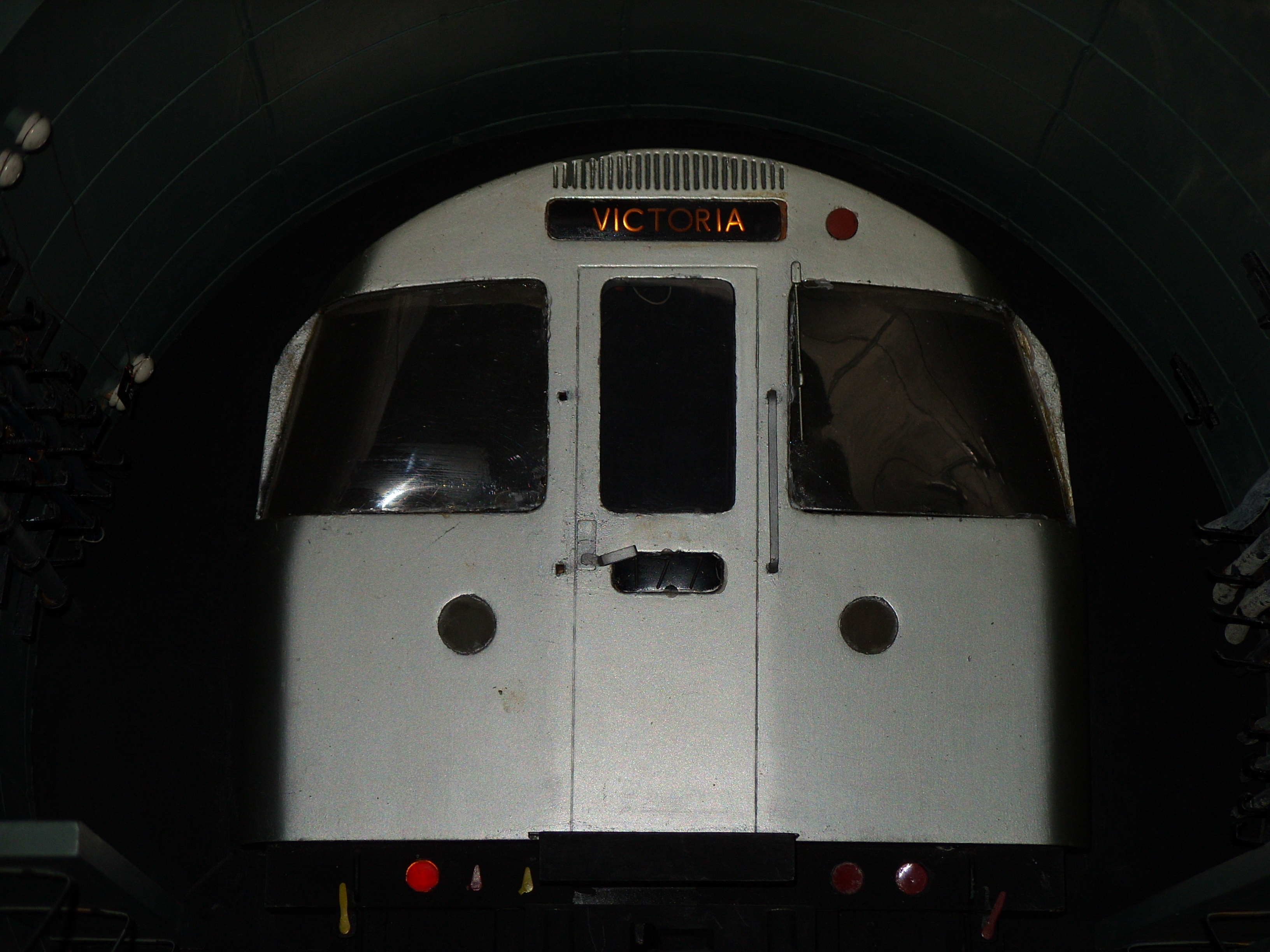
Modeltrein Type 1967 in de oorspronkelijke kleur.

## Meer informatie
- Brian Hardy. London Underground Rolling Stock, 1984, ISBN 0904711587